# Albert Henderson
Albert Percy Henderson, detto Red (Galt, 29 agosto 1881 – Los Angeles, 20 agosto 1947), è stato un calciatore canadese, di ruolo attaccante.
Nel 1904 fece parte della squadra del Galt che conquistò la medaglia d'oro nel torneo di calcio dei Giochi della III Olimpiade. Nel torneo olimpico giocò soltanto la seconda partita.